# Kanton Fécamp
Kanton Fécamp is een kanton van het Franse departement Seine-Maritime. Het kanton maakt deel uit van het arrondissement Le Havre. Het telde 39.475 inwoners in 2017, dat is een dichtheid van 183 inwoners/km². De oppervlakte bedraagt 215,42 km².

## Gemeenten
Het kanton Fécamp omvatte tot 2014 de volgende 13 gemeenten:
- Criquebeuf-en-Caux
- Épreville
- Fécamp (hoofdplaats)
- Froberville
- Ganzeville
- Gerville
- Les Loges
- Maniquerville
- Saint-Léonard
- Senneville-sur-Fécamp
- Tourville-les-Ifs
- Vattetot-sur-Mer
- Yport

Door de herindeling van de kantons bij decreet van 27 februari 2014, met uitwerking op 22 maart 2015, werd het kanton uitgebreid tot volgende 35 gemeenten : 
- Ancretteville-sur-Mer
- Angerville-la-Martel
- Colleville
- Contremoulins
- Criquebeuf-en-Caux
- Criquetot-le-Mauconduit
- Écretteville-sur-Mer
- Életot
- Épreville
- Fécamp
- Froberville
- Ganzeville
- Gerponville
- Gerville
- Limpiville
- Les Loges
- Maniquerville
- Riville
- Saint-Léonard
- Saint-Pierre-en-Port
- Sainte-Hélène-Bondeville
- Sassetot-le-Mauconduit
- Senneville-sur-Fécamp
- Sorquainville
- Thérouldeville
- Theuville-aux-Maillots
- Thiergeville
- Thiétreville
- Tourville-les-Ifs
- Toussaint
- Valmont
- Vattetot-sur-Mer
- Vinnemerville
- Yport
- Ypreville-Biville